# Cipinang (Cimaung)
Cipinang is een bestuurslaag in het regentschap Bandung van de provincie West-Java, Indonesië. Cipinang telt 8373 inwoners (volkstelling 2010).